# Nonea pisidica
Nonea pisidica är en strävbladig växtart som beskrevs av Selvi, Bigazzi och Hilger. Nonea pisidica ingår i släktet nonneor, och familjen strävbladiga växter. Inga underarter finns listade i Catalogue of Life.